# Державне політичне управління
Державне політичне управління (ДПУ) (рос. Государственное политическое управление, ГПУ) — відомство державної безпеки (спец. служба) при НКВС. В Україні утворене за постановою ВУЦВК від 22 березня 1922 при НКВС УСРР замість скасованої ВУЧК.

## Керівництво
Голова ДПУ УСРР був водночас наркомом внутрішніх справ та повноважним представником ДПУ РСФРР в Україні та Криму. Йому підпорядковувалися особливі й транспортні відділи та війська ДПУ на території УСРР. Місцевими органами ДПУ були губвідділи при губвиконкомах, транспортні відділи, особливі відділення (відділи) при губвідділах ДПУ, корпусах і дивізіях Українського військового округу, органи охорони кордонів.

## Завдання
До завдань ДПУ входило: попередження й придушення відкритих контрреволюційних виступів; боротьба з бандитизмом і збройними повстаннями; викриття контрреволюційних організацій та осіб, діяльність яких спрямовувалася на підрив господарського життя країни; охорона державних таємниць і боротьба зі шпигунством; охорона залізничних та водних шляхів сполучення, боротьба з крадіжками вантажів та злочинами, спрямованими на руйнування транспорту або зменшення його пропускної спроможності; політична охорона кордонів держави, боротьба з контрабандою й незаконним переходом кордонів; виконання спеціальних завдань верховних органів влади.
ДПУ УСРР мало право проводити обшуки, арешти та виїмки (збір) речових доказів за злочинами, що входили до його компетенції. Нагляд за справами, які порушувало ДПУ, здійснював прокурор УСРР, після чого вони надходили до ревтрибуналів або народних судів. Постановами ВУЦВК від 6 вересня і 6 грудня 1922 ДПУ надавалося право адміністративної висилки осіб, причетних до контрреволюційних злочинів, підозрюваних у бандитизмі й контрабанді, раніше двічі засуджених за кримінальні злочини. При НКВС УСРР створили особливу комісію з питань висилання, згодом – Особливу нараду при ДПУ УСРР.
Після утворення СРСР на базі ДПУ при РНК РСФСР було утворено Об’єднане державне політичне управління (далі — ОДПУ при РНК СРСР) з тими ж самими функціями, що й ДПУ. 15 листоп. 1923 ЦВК СРСР затвердив Положення про ОДПУ СРСР та  його органи, згідно з яким ОДПУ відало діяльністю респ. і місц. органів ДПУ та здійснювало «безпосередню оперативну роботу в загальносоюзному масштабі». 13 серп. 1924 ВУЦВК і РНК УСРР затвердили Положення про ДПУ УСРР, згідно з яким ДПУ виводилося з підпорядкування НКВС УСРР і утворювалося при РНК УСРР. Голова ДПУ УСРР призначався ВУЦВК за погодженням з ОДПУ і вважався уповноваженим ОДПУ при РНК УСРР.
Центральний апарат ДПУ складався з Колегії при голові ДПУ (визначала загальні напрями роботи та вирішувала організаційні питання), Адміністративно-організаційні частини (АОЧ), Секретно-оперативної частини (СОЧ) і Транспортного відділу (ЮЖОКТОГПУ – Транспортный отдел ГПУ Южного округа путей сообщения). Провідними відділами були: Секретний (СВ), Контррозвідувальний (КРВ), Економічний (ЕКВ, невдовзі його було перетворено на економічну частину–ЕКЧ), Особливий (ОВ), Інформаторський (ІНФВ) та ін. Губвідділи ДПУ складалися із загально-адміністративної (поділялася на господарське й адміністративне відділення) і секретно-оперативної (секретне та контррозвідувальне відділення, військ., екон., по боротьбі з бандитизмом, інформаторсько-агентурна і реєстраційно-статистична групи) частин.
У ході реорганізації центрального апарату були створені Обліково-інформаційна частина (ОІЧ), відділи для контролю за дотриманням режиму таємності, ведення шифрувальної роботи та здійснення політичного контролю; частини перетворено на управління. У грудні 1930 було ліквідовано НКВС УСРР, а в складі ДПУ згодом створено Управління робітничо-селянської міліції (УРСМ). До відання ДПУ передали й виправно-трудові установи – промислові та сільсько-господарські колонії. 1931 СВ та ІНФВ об'єднали у Секретно-політичний відділ (СПВ) у складі Секретно-оперативного управління (яке 1932 було ліквідовано).
Згодом до компетенції ДПУ було додано боротьбу зі спекуляцією, службовими й господарськими злочинами та надано право застосовувати одночасно з адміністративною висилкою інші форми позасудової репресії (до смертної кари включно). Наприкінці 1928 ДПУ могло з дозволу прокурора здійснювати дізнання та слідство за всіма злочинами, передбаченими Кримінальним кодексом УСРР. У червні 1929 за рішенням політбюро ЦК КП(б)У при Колегії при голові ДПУ утворено судову трійку, яка розглядала закінчені слідством кримінальні справи, крім найважливіших, що надходили до Особливої наради при ДПУ УСРР.
Поруч із виконанням функцій, притаманних кожній спец. службі, ДПУ використовувалося керівництвом КП(б)У і як знаряддя боротьби з політичною й ідейною опозицією та як інструмент масового терору. Ця тенденція посилилася наприкінці 1920-х – поч. 1930-х рр., коли ДПУ проводило розслідування, за результатами яких відбулися резонансні судові процеси (див. "Шахтинської справи" процес 1928; "Промислової партії" процес 1930; "Спілки визволення України" справа 1929–1930; "Трудової селянської партії" справа 1930; "Українського національного центру" справа 1930–1931; "Весна"; "Української військової організації" справа 1933), за якими засуджено багато представників гуманітарної, технічної і військової інтелігенції. ДПУ залучалося до проведення хлібозаготівельних кампаній, примусової колективізації сільського господарства, розкуркулення, придушення селянських виступів під час голодомору 1932–1933 в УСРР та ін. репресивних державних заходів, наслідками яких були великі людські втрати.
ДПУ УСРР очолювали: В.Манцев (1922–23),В.Балицький (1922–31, 1933–34), С.Реденс (1931–33); заст. голови: В.Балицький (1922–23), К.Карлсон (1924–34), І.Леплевський (1933), З.Кацнельсон (1934). Керівниками центр. апарату були: Ю.Євдокимов (СОЧ, КРВ), М.Бистрих (СОЧ, прикордонні війська, ОВ), Й.Блат (АОЧ, Екон. управління), В.Іванов (СОЧ, ОІЧ), І.Леплевський (Секретно-оперативне управління), С.Западний (Обліково-інформаційне управління), С.Мазо, О.Бронєвой (Екон. управління), М.Добродицький (КРВ, ОВ), В.Карелін (ОВ), Є.Євгеньєв-Шептицький (КРВ), М.Панов-Бройде (Розвідвідділ), В.Горожанин, Г.Люшков, Б.Козельський, Ю.Кривець, М.Александровський (СВ–СПВ), М.Бачинський, Н.Рубінштейн, С.Цикліс (Адмінвідділ), Я.Письменний (секретар колегії ДПУ) та ін.